# Río Moesa
El Moesa es un río de 47 km de longitud. Tributario del río Tesino, recorre los cantones de los Grisones y del Tesino. Nace en Val Vignun, cerca del paso de San Bernardino, y desciende a lo largo del Val Mesolcina hacia Roveredo, en donde recibe a los ríos Calancasca y Traversagna. Cerca de Arbedo-Castione, el Moesa confluye en el Tesino.
Es un río muy popular para la navegación en kayak.